# Margrethe de Roskilde
Margrethe de Roskilde, também chamada de Margrethe de Ølse ( falecida em 1176), era uma santa local católica romana dinamarquesa. Ela tem sido referida como a única santa mulher na Dinamarca.
Margrethe era parente do bispo Absalão de Roskilde e casada com Herlog em Ølsemagle, Kjøge. Em 1176, ela foi assassinada por seu esposo, que enforcou seu cadáver para fazer parecer que ela havia cometido suicídio. Como suicida, ela foi enterrada fora da bênção da igreja na praia de Ølsemagle Strand.
Quando milagres apareceram em seu túmulo, Absalão conduziu uma investigação, que expôs o assassinato após a confissão de Herlog. Seus restos mortais foram enterrados novamente na catedral de Roskilde. Uma capela em sua homenagem foi erguida na praia de seu antigo túmulo, e a Abadia de Roskilde foi fundada nas proximidades. Embora nunca tenha sido canonizada pelo Papa, ela foi venerada como uma santa na Dinamarca. Alegadamente, ela foi frequentemente chamada por mulheres durante o parto.
Margrethe de Roskilde foi considerada a única santa mulher na Dinamarca. Embora mulheres estrangeiras fossem veneradas na Dinamarca e houvesse de fato três mulheres santas na Scania, que na época era uma província dinamarquesa ( Magnhild de Fulltofta, Sissela de Borrby e Tora de Torekov ), ela era a única mulher santa nascida na Dinamarca dentro das fronteiras da atual Dinamarca.